# Photoscotosia mimetica
Photoscotosia mimetica là một loài bướm đêm trong họ Geometridae.